# Hildrizhausen
Hildrizhausen là một thị xã nằm trong huyện Böblingen, thuộc bang Baden-Württemberg, Đức.